# Rivière Faguy
La rivière Faguy est un affluent de la rive nord-ouest de la rivière Wabano, coulant dans les cantons Faguy, de Levasseur et de Routhier, dans le territoire de La Tuque, en Mauricie, au Québec, au Canada.
La rivière Faguy est l'affluent de la rivière Wabano le plus près du Réservoir Gouin. Ce cours d'eau fait partie du bassin versant de la rivière Saint-Maurice laquelle se déverse à Trois-Rivières sur la rive nord du fleuve Saint-Laurent.
L’activité économique du bassin versant de la Rivière Faguy est la foresterie. Le cours de la rivière coule entièrement en zones forestières. La surface de la rivière est généralement gelée du début de décembre jusqu’au début d’avril.

## Géographie
La rivière Faguy prend sa source à l’embouchure du lac Moose (longueur : 3,3 km ; altitude : 445 m) ; ce lac difforme est alimenté par le nord-ouest par le ruisseau de la Cartouche drainant les eaux du lac Cartouche lequel est situé dans la partie sud du canton de Berlinguet.
À partir de l’embouchure du lac Polichinelle, la rivière Faguy coule sur 28,4 km, selon les segments suivants :
Cours supérieur de la rivière Faguy (segment de 11,9 km)
- 4,8 km vers le sud-est, jusqu’à la décharge des lacs Skip et à la Pluie (venant du nord)
- 3,8 km vers l'est en traversant un premier lac sans nom (altitude : 404 m) sur 0,6 km, et un deuxième lac sans nom (altitude : 404 m) sur 0,8 km, jusqu’au fond d’une baie de la rive ouest du lac Faguy ;
- 3,3 km vers le nord-est, en traversant le lac Faguy (altitude : 404 m) sur sa pleine longueur, jusqu’à son embouchure situé sur la rive est ;

Cours inférieur de la rivière Faguy (segment de 16,5 km)
- 1,6 km vers l'est, jusqu’à la rive ouest d’un lac sans nom ;
- 2,3 km vers le sud, en formant une courbe vers l'est pour traverser sur 0,9 km un lac sans nom, jusqu’à la rive nord du lac Levasseur (rivière Faguy) ;
- 10,6 km vers le sud-est en traversant le lac Levasseur (rivière Faguy) (altitude : 399 m) sur sa pleine longueur, jusqu’au fond d’une petite baie qui constitue un appendice au sud-est du lac, où est situé le barrage Carpe Rouge. Note : Le mont Bériaux est situé entre le lac Levasseur (rivière Faguy) (lequel est du côté ouest du mont) et la rivière Wabano (qui est du côté est) ;
- 2,0 km vers le sud-est, jusqu’à confluence de la rivière[2].

La rivière Faguy se déverse dans le canton de Routhier sur la rive nord-ouest de la rivière Wabano, un affluent de la rivière Saint-Maurice. La confluence de la rivière Faguy est située à :
- 11,7 km au nord-est du barrage Gouin ;
- 63,1 km au nord du centre du village de Wemotaci ;
- 145 km au nord-ouest du centre-ville de La Tuque.

## Toponymie
Le terme Faguy constitue un patronyme de famille.
Le toponyme rivière Faguy a été officialisé le 5 décembre 1968 à la Commission de toponymie du Québec.